# Tel Caf
Tel Caf (hebrejsky תל צף‎) je pahorek a sídelní tel o nadmořské výšce cca −250 metrů v severním Izraeli, v Bejtše'anském údolí.
Leží na jižním okraji zemědělsky intenzivně využívaného Bejtše'anského údolí, přibližně 11 km jihovýchodně od města Bejt Še'an a přibližně 2 km jihovýchodně od vesnice Tirat Cvi. Má podobu výrazného odlesněného návrší, které vystupuje nad západní břeh řeky Jordán. Západně odtud se rozkládá rozsáhlý areál umělých vodních ploch, severně od pahorku protéká vádí Nachal Bezek. Na východní straně stojí obdobný pahorek Tel Gema.
Archeologické výzkumy prokázaly na Tel Caf starobylou sídelní tradici z eneolitu. K objevu lokality došlo v 50. letech 20. století, důkladný průzkum proběhl v 70. letech pod vedením Rama Gofny z Telavivské univerzity. Areál má plochu okolo 20 ha. Našly se tu četné zbytky cihlových staveb nebo studna z 5. tisíciletí před naším letopočtem – jedna z nejstarších dochovaných na světě.